# 內華達州拉斯維加斯聖殿
內華達拉斯維加斯聖殿（Las Vegas Nevada Temple）是耶穌基督後期聖徒教會的第43座聖殿，位於內華達州拉斯維加斯附近，面積10.3 acre（4.2 ha）。拉斯維加斯聖殿在1989年11月16日至12月9日期間對公眾開放，在其開放的三週中有約300,000人參觀了聖殿。聖殿奉獻於1989年12月16日至18日。

## 外部連結
- 维基共享资源上的相關多媒體資源：內華達州拉斯維加斯聖殿
- Official Las Vegas Nevada Temple page （页面存档备份，存于）
- Las Vegas Nevada Temple page
- The Las Vegas Temple
- For many in Vegas, temple has been fulfillment of dream - Mormon Times